# Ngõa Phòng Điếm
Ngõa Phòng Điếm (chữ Hán giản thể: 瓦房店市, âm Hán Việt: Ngõa Phòng Điếm thị) là một thành phố cấp huyện trực thuộc địa cấp thị Đại Liên, tỉnh Liêu Ninh, Cộng hòa Nhân dân Trung Hoa. Thành phố Ngõa Phòng Điếm có diện tích 162 km², dân số 1.295.000 người. Về mặt hành chính, thành phố Ngõa Phòng Điếm được chia thành 7 nhai đạo. Các dơn vị này lại được chia thành 56 uỷ ban cư dân. Thành phố này nổi tiếng với sản phẩm kim cương. Trứ lượng chiếm 54% trữ lượng kim cương đã biết được của Trung Quốc.